# Диоцез Африка

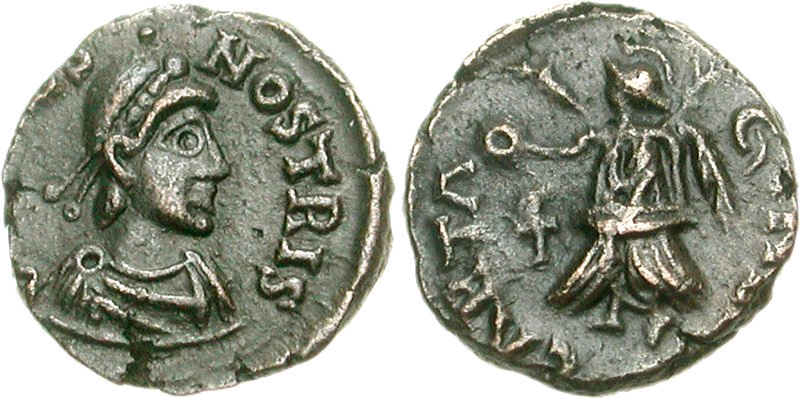
Монета Бонифация Comes Africae (422-431 гг. н.э.).

Диоцез Африка (лат. Dioecesis Africae ) -- диоцез поздней Римской империи, включавший провинции Северной Африки, за исключением Мавретании Тингитанской . Его административный центр находился в Карфагене, и он подчинялся преторианской префектуре Италии .
В состав диоцеза входили провинции Африка, Бизацена, Мавретания Ситифенская, Мавретания Цезарейская, Нумидия и Триполитания . Иными словами, Африкансий диоцез включал в себя всю береговую линию нынешнего Туниса и Алжира, некоторые горные районы Алжира, а также западную половину береговой линии Ливии .
Диоцез был создан в ходе реформ Диоклетиана и Константина в конце III века и до нашествия вандалов в 430-х годах. Деление на провинции сохранилось и после завоевания вандалами, а после их поражения в ходе Вандальской войны провинции были объединены в преторианскую префектуру .